# 伊戈尔·斯特罗耶夫
叶戈尔·谢苗诺维奇·斯特罗耶夫（俄语：Егор Семёнович Строев，1937年2月25日—）是苏联党和国家领导人，经济学博士。

## 生平
1937年，生于奥廖尔州卡拉切夫区杜德基诺村农庄家庭。1954年，为霍德涅茨卡区“进步”集体农庄庄员。1956年，任集体农庄当队长。1958年，任农场生产主任、农艺师。1958年，加入苏联共产党，任集体农庄党支部书记。1960年，毕业于米丘林果品蔬菜学院。1963年，任奥廖尔州乌里茨克区集体农庄国营农场生产管理局乌里茨克区党委副书记、意识形态部部长。
1965年，任奥廖尔州霍德涅茨克区党委书记。1969年，毕业于苏共中央高级党校。1969年，任波克罗夫斯克区区委第二书记。1970年，任波克罗夫斯克区劳动者代表苏维埃执委会主席、区党委第一书记。1973年，任奥廖尔州党委书记。1984年，任苏共中央督导员。1985年，任苏共奥廖尔州委第一书记。
1986年，为苏共中央委员。1989年，任苏共中央书记。1990年，为苏共中央政治局委员。1991年，“八一九事件”中，他拒绝承认国家紧急状态委员会。苏联解体后，为全俄果树育种研究所农业专家。
1993年，当选为奥廖尔州州长、俄罗斯联邦委员会委员。1996年，当选俄罗斯联邦委员会主席。2001年，再次当选奥廖尔州州长。2005年，第三次当选奥廖尔州州长，11月加入统一俄罗斯党。2009年，退休。